# Helpfau-Uttendorf
Helpfau-Uttendorf est une commune (Marktgemeinde) autrichienne du district de Braunau am Inn, en Haute-Autriche.

## Géographie
La commune se situe sur la rivière Mattig dans l'Innviertel (région de l'Inn), la partie nord-ouest du Land de Haute-Autriche.